# Bully (Calvados)
Pour les articles homonymes, voir Bully.
Bully est une ancienne commune française du département du Calvados  et la région Normandie. Le bourg de Bully est à 1,4 km au sud de celui de Feuguerolles.

## Histoire
En 1638, le village est incendié pour éradiquer la peste. En 1973, Feuguerolles-sur-Orne (448 habitants en 1968) fusionne avec Bully (118 habitants) et garde le statut de commune associée. La commune résultante prend le nom de Feuguerolles-Bully,. Comme souvent dans le cas d'association, les communes tendent à garder leurs identités et s'appellent Feuguerolles-Bully-Feuguerolles et Feuguerolles-Bully-Bully.

## Toponymie
Le nom de la localité est attesté sous les formes Burleium en 1162 (bulle pour le Plessis-Grimoult), Bullie en 1260 (charte de l’abb. de Fontenay, n° 139), Burly en 1301 (charte du Plessis-Grimoult, n° 1111), Bulleyum au XIVe siècle, Busly en 1793, Bully en  1801.
Bully, nom de commune qu'on retrouve également en Seine-Maritime.

## Démographie
| 1793 | 1800 | 1806 | 1821 | 1831 | 1836 | 1841 | 1846 |
| ---- | ---- | ---- | ---- | ---- | ---- | ---- | ---- |
| 142  | 123  | 140  | 170  | 179  | 194  | 164  | 159  |

| 1851 | 1856 | 1861 | 1866 | 1872 | 1876 | 1881 | 1886 |
| ---- | ---- | ---- | ---- | ---- | ---- | ---- | ---- |
| 164  | 153  | 175  | 182  | 176  | 159  | 159  | 156  |

| 1891 | 1896 | 1901 | 1906 | 1911 | 1921 | 1926 | 1931 |
| ---- | ---- | ---- | ---- | ---- | ---- | ---- | ---- |
| 146  | 157  | 158  | 164  | 156  | 118  | 162  | 167  |

| 1936 | 1946 | 1954 | 1962 | 1968 | - | - | - |
| ---- | ---- | ---- | ---- | ---- | - | - | - |
| 134  | 120  | 135  | 140  | 118  | - | - | - |

### Liste des maires
| Période                                  | Période | Identité | Étiquette | Qualité |
| ---------------------------------------- | ------- | -------- | --------- | ------- |
| Les données manquantes sont à compléter. |         |          |           |         |

## Lieux et monuments
- Église Saint-Martin de Bully des XIe et XIIe siècles faisant l'objet d'une inscription au titre des Monuments historiques depuis le 23 juin 1933[6]. Le tympan de cette église représente un curieux personnage écartelé entre deux félins[7], certains l'ont identifié à « Daniel dans la fosse aux lions », d'autres à une représentation de la luxure[8].